# Otterhund
Der Otterhund ist eine von der FCI anerkannte britische Hunderasse (FCI-Gruppe 6, Sektion 1.1, Standard Nr. 294).

## Herkunft und Geschichtliches
Der Otterhund in seiner heutigen Form entstand im 19. Jahrhundert. Er war ein Meutejäger für die Jagd auf den damals sehr häufigen Fischotter. Der Anspruch an die Hunderasse war ein dichtes, „wasserfestes“ Fell, eine gute Nase, groß sollte er sein, um auch tieferes Wasser durchwaten zu können.
Seine Herkunft aus Frankreich ist nicht zu verleugnen. Viele rauhaarige Laufhunde wie Nivernais, Brittany und Vendais sind mit Sicherheit seine Vorfahren. In England wurde die Rasse unter Zufügung von verschiedenen Hounds, auch dem Bloodhound vollendet. Mit dem Ende des 19. Jahrhunderts hörte auch die Hochzeit der Otterhund-Meuten auf, mangels Jagdwild. Zuvor fanden schon viele Tiere ihren Weg in die USA.
Erst 1979 wurde der erste Rassestandard bei der FCI festgelegt. Der Otterhund steht in Großbritannien auf der Liste der bedrohten Hunderassen.

## Beschreibung
Großformatiger, bis 69 cm großer, rauhaariger Hund, wiegt meist zwischen 30 und 40 kg, einfarbig, gräulich, sandfarben, rot, weizenfarben, „blau“; bei diesen Farben sind an Kopf, Brust, Pfoten und Rutenspitze leichte weiße Abzeichen zulässig; weiße Hunde dürfen leichte zitronen-farbene, „blaue“ oder dachsfarbene Abzeichen aufweisen. Schwarz-lohfarben, „blau“-lohfarben, schwarz-cremefarben, gelegentlich braun (leberfarben), lohfarben-braun, lohfarben-weiß. Das Haar ist lang (4–8 cm), dicht, rau, hart, undurchlässig, aber kein „Drahthaar“, bei Unterwolle und Deckhaar kann man eine leicht ölige Textur feststellen. Die Ohren sind lang herabhängend, in Höhe des Augenwinkels angesetzt. Er reicht ohne weiteres bis zum Nasenspiegel, wenn man ihn nach vorne zieht. Er zeigt eine charakteristische Falte. Der Vorderrand faltet oder rollt sich einwärts, so dass es seltsam drapiert aussieht; dies ist ein wesentliches Merkmal.

## Wesen
Vollblutjagdhund mit einer extra Portion Eigensinn. Die Erziehung bedarf einiger Mühe und vor allem viel Konsequenz: Trotzdem darf der Mensch auch später keinen absoluten Gehorsam erwarten; wenn dem Hund eine Spur gefällt, vergisst er oft alles um sich herum, erst recht die Erziehung.

## Verwendung
Jagdhund, Spezialist für „kalte“ Spuren, die auch durchaus einige Tage alt sein können. Als Familienhund braucht er unbedingt Beschäftigung, mindestens durch den Hundesport wie Agility, Turnierhundsport oder Flyball.